# Grand Prix Südkärnten
Grand Prix Südkärnten je nekdanja moška enodnevna kolesarska dirka, ki je potekala po Južni Koroški v Avstriji. Med letoma 2012 in 2014 je bila del UCI Europe Tour kot dirka kategorije 1.2, kasneje je potekala kot dirka nacionalnega nivoja. Prvič je potekala leta 2001 pod imenom Kettler Classic-Südkärnten, leta 2003 se je preimenovala v Völkermarkter Radsporttage, leta 2012 pa v zadnje ime Grand Prix Südkärnten. Prvi zmagovalec je postal Saša Sviben, zadnji Samuele Rivi leta 2019, nihče od kolesarjev ni zmagal več kot enkrat.

## Zmagovalci
| Leto                       | Zmagovalec          | Drugi                 | Tretji               |
| Kettler Classic-Südkärnten |                     |                       |                      |
| -------------------------- | ------------------- | --------------------- | -------------------- |
| 2001                       | Saša Sviben         | Filippo Baldo         | Petr Herman          |
| 2002                       | Vladislav Borisov   | Fabio Bulgarelli      | René Weissinger      |
| Völkermarkter Radsporttage |                     |                       |                      |
| 2003                       | Hannes Hempel       | Christian Pfannberger | Maurizio Vandelli    |
| 2004                       | Hans-Peter Obwaller | Paul Crake            | Petr Herman          |
| 2005                       | René Weissinger     | Harald Totschnig      | Uroš Silar           |
| 2006                       | Nico Graf           | Gašper Švab           | Petr Herman          |
| 2007                       | Markus Eibegger     | Martin Riška          | Harald Starzengruber |
| 2008                       | Ján Valach          | Michael Pichler       | Robert Nagy          |
| 2009                       | Michael Pichler     | Björn Thurau          | Jan Bárta            |
| 2010                       | Matija Kvasina      | Marcel Ternovšek      | Matej Mugerli        |
| 2011                       | Robert Vrečer       | Vladimir Kerkez       | Dejan Bajt           |
| GP Südkärnten              |                     |                       |                      |
| 2012                       | Marko Kump          | Giuseppe De Maria     | Oliver Hofstetter    |
| 2013                       | Julian Alaphilippe  | Matej Mugerli         | Leonardo Pinizzotto  |
| 2014                       | Andrea Pasqualon    | Matej Mugerli         | Markus Eibegger      |
| 2015                       | Jan Tratnik         | Riccardo Bolzan       | Matthias Krizek      |
| 2016                       | Marek Čanecký       | Robert Jenko          | Markus Freiberger    |
| 2017                       | János Pelikán       | Helmut Trettwer       | Maximilian Kuen      |
| 2018                       | Lukas Schlemmer     | Patrick Bosman        | Gašper Kratašnik     |
| 2019                       | Samuele Rivi        | Mattia Bais           | Stefan Pöll          |